# 钱宅
钱伯煊故居，又称钱宅，位于江苏省苏州市姑苏区悬桥巷23、25号。建于清代，为苏州市文物保护单位。

## 历史
钱伯煊（1896年－1986年），苏州人，当代名中医，尤擅妇科。少年拜曹沧洲之子曹融甫为师学习中医，其后自行开诊，因用药精确、疗效显著而声名鹊起。1935年在苏州国医专科学校授课，1955年至北京中国中医科学院任研究员，并在西苑医院任妇科研究室主任。著作有《钱伯煊妇科医案》、《女科证治》、《女科方萃》等。钱伯煊亦曾担任第三、第四届全国人大代表，第五、第六届全国政协委员，农工党中常委等。
钱宅始建年代不详，有建筑两路六进，东路有“世德流芳”和陆润庠题“吴越世家”砖雕门楼各一座，第三进大厅具明朝建筑风格，钱伯煊就曾将此当作诊室。西路有花园、花厅、回廊等。据考此宅为钱伯煊之父于1916年购入。
1998年11月24日，苏州市人民政府公布，其入选第四批苏州市文物保护单位。